# Marlinton
Marlinton is een plaats (town) in de Amerikaanse staat West Virginia, en valt bestuurlijk gezien onder Pocahontas County.

## Demografie
Bij de volkstelling in 2000 werd het aantal inwoners vastgesteld op 1204.
In 2006 is het aantal inwoners door het United States Census Bureau geschat op 1235, een stijging van 31 (2.6%).

## Geografie
Volgens het United States Census Bureau beslaat de plaats een oppervlakte van
6,1 km², waarvan 5,8 km² land en 0,3 km² water. Marlinton ligt op ongeveer 655 m boven zeeniveau.

## Plaatsen in de nabije omgeving
De onderstaande figuur toont nabijgelegen plaatsen in een straal van 40 km rond Marlinton.